# 鲁本·邦特杰-邦特杰
鲁本·伯特兰·邦特杰-邦特杰（英語：Ruben Bertrand Boumtje-Boumtje，1978年5月20日—），美国NBA联盟职业篮球运动员。他在2001年的NBA选秀中第2轮第21顺位被波特兰开拓者选中。